# Zarra-Trophäe
Die Zarra-Trophäe (spanisch Trofeo Zarra) ist eine von der Sportzeitung Marca jährlich verliehene Auszeichnung, die den besten spanischen Torjäger der ersten und zweiten Liga auszeichnet.
Die Trophäe ist nach Zarra benannt. Der Stürmer von Athletic de Bilbao erzielte zwischen 1940 und 1955 251 Tore in 278 Spielen und war bis November 2014 Rekord-Torjäger der Primera División.
Die erste Verleihung fand nach der Saison 2005/06 statt.

## Gewinner

### Primera División
| Saison  | Spieler         | Region                   | Verein          | Tore |
| ------- | --------------- | ------------------------ | --------------- | ---- |
| 2005/06 | David Villa     | Asturien                 | FC Valencia     | 25   |
| 2006/07 | David Villa     | Asturien                 | FC Valencia     | 16   |
| 2007/08 | Daniel Güiza    | Andalusien               | RCD Mallorca    | 27   |
| 2008/09 | David Villa     | Asturien                 | FC Valencia     | 28   |
| 2009/10 | David Villa     | Asturien                 | FC Valencia     | 21   |
| 2010/11 | Álvaro Negredo  | Madrid                   | FC Sevilla      | 20   |
| 2011/12 | Roberto Soldado | Valencia                 | FC Valencia     | 17   |
| 2012/13 | Álvaro Negredo  | Madrid                   | FC Sevilla      | 25   |
| 2013/14 | Diego Costa     | Brasilien (eingebürgert) | Atlético Madrid | 27   |
| 2014/15 | Aritz Aduriz    | Baskenland               | Athletic Bilbao | 18   |
| 2015/16 | Aritz Aduriz    | Baskenland               | Athletic Bilbao | 20   |
| 2016/17 | Iago Aspas      | Galicien                 | Celta Vigo      | 19   |
| 2017/18 | Iago Aspas      | Galicien                 | Celta Vigo      | 22   |
| 2018/19 | Iago Aspas      | Galicien                 | Celta Vigo      | 20   |
| 2019/20 | Gerard Moreno   | Katalonien               | FC Villarreal   | 18   |
| 2020/21 | Gerard Moreno   | Katalonien               | FC Villarreal   | 23   |
| 2021/22 | Iago Aspas      | Galicien                 | Celta Vigo      | 18   |

### Segunda División
| Saison  | Spieler          | Region            | Verein               | Tore |
| ------- | ---------------- | ----------------- | -------------------- | ---- |
| 2005/06 | Roberto Soldado  | Valencia          | Real Madrid Castilla | 19   |
| 2005/06 | José Juan Luque  | Andalusien        | Ciudad de Murcia     | 19   |
| 2006/07 | Marcos Márquez   | Andalusien        | UD Las Palmas        | 21   |
| 2007/08 | Yordi            | Andalusien        | Deportivo Xerez      | 20   |
| 2008/09 | Nino             | Andalusien        | CD Teneriffa         | 29   |
| 2009/10 | Jorge Molina     | Valencia          | FC Elche             | 26   |
| 2010/11 | Jonathan Soriano | Katalonien        | FC Barcelona B       | 32   |
| 2011/12 | Iago Aspas       | Galicien          | Celta Vigo           | 23   |
| 2012/13 | Jesé             | Kanarische Inseln | Real Madrid Castilla | 22   |
| 2013/14 | Borja Viguera    | La Rioja          | Deportivo Alavés     | 25   |
| 2014/15 | Rubén Castro     | Kanarische Inseln | Betis Sevilla        | 32   |
| 2015/16 | Sergio León      | Andalusien        | FC Elche             | 22   |
| 2016/17 | Joselu           | Andalusien        | CD Lugo              | 23   |
| 2017/18 | Jaime Mata       | Madrid            | Real Valladolid      | 33   |
| 2018/19 | Álvaro Giménez   | Valencia          | FC Cádiz             | 20   |
| 2019/20 | Stoichkov        | Andalusien        | AD Alcorcón          | 16   |

## Gewinner vor Verleihung der Zarra-Trophäe

### Primera División
| Saison    | Spieler            | Verein              | Tore |
| --------- | ------------------ | ------------------- | ---- |
| 1985/86   | José Mari Bakero   | Real Sociedad       | 16   |
| 1986/87   | Enrique Magdaleno  | RCD Mallorca        | 19   |
| 1987/88   | José Mari Bakero   | Real Sociedad       | 17   |
| 1988/89   | Julio Salinas      | FC Barcelona        | 20   |
| 1989/90   | Julio Salinas      | FC Barcelona        | 15   |
| 1990/91   | Emilio Butragueño  | Real Madrid         | 19   |
| 1991/92   | Manolo             | Atlético Madrid     | 27   |
| 1992/93   | José Ángel Ziganda | Athletic Bilbao     | 17   |
| 1993/94   | Carlos Muñoz       | Real Oviedo         | 20   |
| 1994/95   | Carlos Muñoz       | Real Oviedo         | 14   |
| 1995/96   | Raúl               | Real Madrid         | 19   |
| 1996/97   | Alfonso            | Betis Sevilla       | 25   |
| 1997/98   | Luis Enrique       | FC Barcelona        | 18   |
| 1998/99   | Raúl               | Real Madrid         | 25   |
| 1999/2000 | Salva              | Racing Santander    | 27   |
| 2000/01   | Raúl               | Real Madrid         | 24   |
| 2001/02   | Diego Tristán      | Deportivo La Coruña | 21   |
| 2002/03   | Raúl               | Real Madrid         | 16   |
| 2003/04   | Mista              | FC Valencia         | 19   |
| 2003/04   | Fernando Torres    | Atlético Madrid     | 19   |
| 2004/05   | Fernando Torres    | Atlético Madrid     | 16   |

Die Spieler in Fettdruck gewannen im selben Jahr auch die Pichichi-Trophäe. 